# メパルトリシン
メパルトリシン（英：Mepartricin）はマクロライドポリエン化合物で、尿道、前立腺、膀胱の機能に有用である。非細菌性慢性前立腺炎や前立腺肥大症の治療のため研究されている。

## 薬物動態学
メパルトリシンはエストロゲン再吸収阻害剤であり、腸でのエストロゲンの再吸収を阻害し、糞便中のエストロゲン排出の増加につながる可能性がある。腸肝循環での17β-エストラジオール濃度や前立腺のエストロゲン濃度を低下させる。エストロゲンの再吸収におけるメパルトリシンの効果は、in vitroおよびin vivoの試験で評価された。
メパルトリシンではプラセボ群と比較して、2か月の治療後に骨盤痛とクオリティ・オブ・ライフが有意に改善された。ホルモンの異常が前立腺の炎症を促進するという理論については、前立腺のエストロゲン濃度を低下させるメパルトリシンが慢性骨盤痛症候群患者の治療に有効で、慢性前立腺炎・慢性骨盤痛症候群の治療法について2015年のWorld Journal Pharmacology Updatesで記載されている。